# Phono 73
Phono 73 foi um festival de música realizado no Centro de Convenções do Anhembi, em São Paulo, entre os dias 10 e 13 de maio de 1973. Promovido pela Phonogram, atual Universal, contou com quase todo o seu elenco de músicos.
O festival foi um evento de marketing da gravadora, que pretendia promover o catálogo de seus contratados. Entretanto, visto que o Brasil se encontrava nos anos mais pesados da ditadura militar, acabou dotado de um forte viés político. A mais célebre demonstração de censura foi quando Chico Buarque e Gilberto Gil tiveram o som de seus microfones cortados por fiscais do governo, que temiam que a dupla cantasse a então recém-composta "Cálice".
Além dos dois mencionados participaram do festival, entre outros, Raul Seixas, Elis Regina, Gal Costa, MPB4, Caetano Veloso, Wilson Simonal e Jorge Ben.
O evento foi documentado no LP em três volumes Phono 73 – O canto de um povo, reeditado em CD duplo em 1997. Em 2005 foi lançada a caixa Phono 73, com dois CDs e um DVD, este montado a partir de imagens até então inéditas registradas pelo cineasta Guga de Oliveira em 35 mm.

## Produção
No começo da década de 1970 a Phonogram contava com um dos maiores catálogos de artistas populares no Brasil, fato reforçado pela própria em diversas oportunidades, como quando publicou um anúncio duplo na página central da revista Manchete retratando todos os seus executivos e músicos contratados sob o título "Só nos falta o Roberto" (em referência a Roberto Carlos). Aliada a essa estratégia de divulgação, e estimulada pelas vendas do álbum Caetano e Chico Juntos e Ao Vivo, a gravadora planejou a realização de um evento que enfatizasse musicalmente a diversidade de seu catálogo, ao mesmo tempo em que reunisse seus artistas em novas parcerias.
A produção do festival ficou a cargo de André Midani e Armando Pittigliani, respectivamente presidente e diretor de relações-públicas da Phonogram, com Manoel Carlos e Guilherme Araújo na direção executiva dos shows e da produção. Os ingressos foram comercializados a preços populares em mais de 50 lojas de discos de São Paulo a partir de abril de 1973, e a gravadora esperava recuperar o investimento na organização com a produção de LPs e de um documentário baseados no festival. Anúncios divulgados na imprensa internacional adiantavam o lançamento de um filme de 12 horas – o que não ocorreu – e a participação de artistas como Tim Maia e Tom Jobim – que acabaram ficando de fora do evento.

## O festival
O Phono 73 foi organizado no Centro de Convenções do Anhembi, em São Paulo, entre os dias 10 e 13 de maio de 1973. Antes do início do festival propriamente dito, a noite de 10 de maio foi reservada para um "concerto livre" com Rita Lee, Lúcia Turnbull e Os Mutantes, sendo o único entre os quatro programas a não ter uma produção, direção ou roteiro estabelecidos. Realizado no auge da repressão imposta pela ditadura militar no Brasil, o evento ganhou um inevitável contorno político, acentuado pela participação de artistas como Chico Buarque, Caetano Veloso e Gilberto Gil, recém-retornados do exílio. Ao contrário dos grandes festivais de música realizados no país, este não era uma competição; o objetivo da Phonogram era que cada músico apresentasse dois sucessos antigos e outro inédito, além de formar dupla com um colega de gravadora de gênero e repertório completamente diferentes.
A proposta rendeu parcerias marcantes, como Gilberto Gil e Jorge Ben (que prosseguiria mais tarde no LP Gil & Jorge: Ogum, Xangô), e outras inusitadas, como Odair José e Caetano Veloso. Vaiado pela plateia de classe média por levar ao palco aquele que era considerado o "cantor das empregadas", Caetano abandonou a apresentação indignado, retornando depois para finalizar a performance de "Vou Tirar Você Desse Lugar" com o comentário de que não havia "nada mais Z do que a classe A". Outra a ser vaiada foi Elis Regina, que havia cantado recentemente nas Olimpíadas do Exército. Ela não se deixou abalar pela hostilidade do público, e acabou ovacionada após uma interpretação emocionante de "Cabaré".
Outra parceria que marcou o festival foi a de Gilberto Gil e Chico Buarque. A dupla havia composto "Cálice" especialmente para a ocasião, mas teve a música proibida pela censura. Decidiram apresentá-la mesmo assim, mas enquanto tentavam tocá-la o som dos cinco microfones no palco foi sendo cortado um após o outro, até Chico ser obrigado a desistir da performance. Visivelmente revoltado, ele prossegue com as canções "Cotidiano" e "Baioque", gritando ao final desta, fora do microfone: "Censura filha da puta!". Após a apresentação o cantor ameaçou deixar a gravadora, que posteriormente divulgou um comunicado à imprensa responsabilizando dois fiscais do governo pelo corte do som.

## Resultados
Assolado por problemas técnicos e organizacionais, o festival foi bastante criticado por jornalistas e pelo público devido ao atraso na abertura dos portões e à qualidade de som no Anhembi. Fazendo referência à ameaça de Chico Buarque de deixar a gravadora, o jornalista Walter Silva chegou a comentar na Folha de S.Paulo que muitos artistas teriam feito o mesmo – não por causa da censura, mas pelas falhas na produção do evento. A Phonogram estimou que as despesas com a organização do Phono 73 tenham ficado em torno de 165,000 dólares, enquanto as vendas de ingressos teriam alcançado aproximadamente 30,000 dólares (ambos valores de 1973). Apesar de esperar que a comercialização das gravações compensasse as perdas, o produtor Pittigliani foi da opinião de que o valor em publicidade alcançado pelo evento mais que ultrapassava seus custos.
Três LPs com os melhores momentos do festival foram lançados em 21 de maio de 1973, com o terceiro volume permanecendo até meados de agosto na lista de "mais vendidos" da Folha de S.Paulo. A Phonogram chegou a cogitar o lançamento integral das gravações no formato de um livro com centenas de fotografias e cinco discos reproduzindo todo o espetáculo – desde as entrevistas dos cantores e compositores até diálogos nos camarins – mas o projeto não foi adiante. Os três LPs foram reeditados em CD duplo em 1997 e, em 2005, a Universal Music relançou o material em um box contendo dois CDs e mais um DVD com trinta e cinco minutos de imagens registradas durante o festival pelo cineasta Guga de Oliveira.

## Apresentações

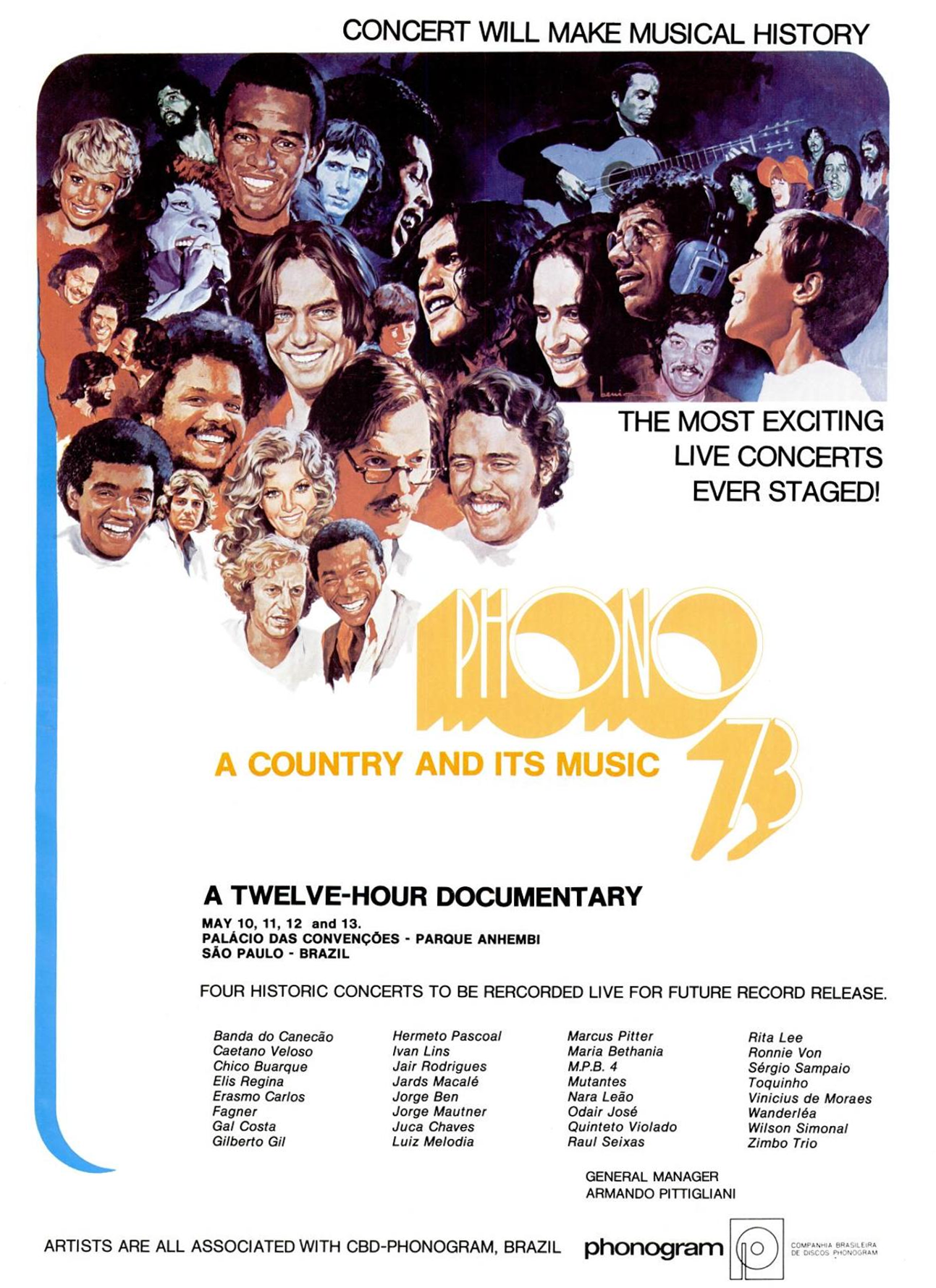
Anúncio publicado na revista Billboard em maio de 1973 divulgando a gravação do festival. A ilustração de Benício seria posteriormente modificada para substituir alguns dos artistas, sendo aproveitada na capa dos LPs

Trinta e uma apresentações foram realizadas ao longo dos quatro dias de evento, que abriu com um "concerto livre" com preços reduzidos no dia 10, encerrando no dia 13 com alguns dos nomes mais populares da Phonogram na época.

### Quinta-feira, 10 de maio
- Rita Lee e Lúcia Turnbull
- Os Mutantes

### Sexta-feira, 11 de maio
- Chico Buarque
- Elis Regina
- Fagner
- Gilberto Gil
- Ivan Lins
- Jorge Ben
- MPB4

### Sábado, 12 de maio
- Banda do Canecão
- Erasmo Carlos
- Jair Rodrigues
- Jorge Mautner
- Juca Chaves
- Marcus Pitter
- Quinteto Violado
- Raul Seixas
- Ronnie Von
- Sérgio Sampaio
- Toquinho e Vinicius
- Wanderléa
- Wilson Simonal
- Zimbo Trio

### Domingo, 13 de maio
- Caetano Veloso
- Gal Costa
- Hermeto Pascoal
- Jards Macalé
- Luiz Melodia
- Maria Bethânia
- Nara Leão
- Odair José

## Lançamentos

### LP
Uma seleção com os melhores momentos do festival foi reunida em três LPs, disponibilizados individualmente sob o título Phono 73 – O canto de um povo e lançados em 21 de maio de 1973.
| Volume 1 1. "Regra Três" – Toquinho e Vinicius 2. "Samba de Orly" – Toquinho e Vinicius 3. "Orgulho de um Sambista" – Jair Rodrigues 4. "Sou da Madrugada" – Jair Rodrigues 5. "Hino ao Senhor" – Wilson Simonal 6. "Rock da Barata" – Jorge Mautner 7. "Tudo se Transformou" – Caetano Veloso 8. "Vou Tirar Você Desse Lugar" – Odair José e Caetano Veloso 9. "Vai Depressa" – Ronnie Von 10. "Loteria de Babilônia" – Raul Seixas 11. "Me Acende Com Teu Fogo" – Erasmo Carlos 12. "Sentado à Beira do Caminho" / "Foi Assim" / "Festa de Arromba" – Wanderléa e Erasmo Carlos | Volume dois 1. "É Com Esse que Eu Vou" – Elis Regina 2. "Ladeira da Preguiça" – Gilberto Gil e Elis Regina 3. "Mas que Nada" / "De Manhã" – Jorge Ben 4. "Zumbi" – Jorge Ben 5. "Não tem Perdão" – Ivan Lins e MPB4 6. "Pesadelo" – MPB-4 7. "A Alegria Continua" – MPB-4 8. "Baioque" – Chico Buarque 9. "Manera, Fru Fru Manera" – Fagner 10. "Jazz Potatoes" – Gilberto Gil e Jorge Ben | Volume três 1. "Movimento dos Barcos" – Jards Macalé 2. "Quinze Anos" – Nara Leão 3. "Diz Que Fui por Aí" – Nara Leão 4. "Trem das Onze" – Gal Costa 5. "Sebastiana" – Gal Costa 6. "Oração da Mãe Menininha" – Gal Costa e Maria Bethânia 7. "Preciso Aprender a Só Ser" – Maria Bethânia 8. "Trampolim" – Maria Bethânia 9. "A Volta da Asa Branca" – Caetano Veloso |

### CD
Os três LPs de Phono 73 – O canto de um povo foram compilados em um único volume, lançado em CD duplo em 1997. O álbum foi reeditado novamente em CD duplo em 2005, trazendo como bônus um DVD com imagens registradas durante o festival.
| Disco um 1. "Regra Três" – Toquinho e Vinicius 2. "Samba de Orly" – Toquinho e Vinicius 3. "Orgulho de um Sambista" – Jair Rodrigues 4. "Sou da Madrugada" – Jair Rodrigues 5. "Hino ao Senhor" – Wilson Simonal 6. "Rock da Barata" – Jorge Mautner 7. "Tudo se Transformou" – Caetano Veloso 8. "Vou Tirar Você Desse Lugar" – Odair José e Caetano Veloso 9. "Vai Depressa" – Ronnie Von 10. "Loteria de Babilônia" – Raul Seixas 11. "Me Acende Com Teu Fogo" – Erasmo Carlos 12. "Sentado à Beira do Caminho" / "Foi Assim" / "Festa de Arromba" – Wanderléa e Erasmo Carlos 13. "É Com Esse que Eu Vou" – Elis Regina 14. "Ladeira da Preguiça" – Gilberto Gil e Elis Regina 15. "Filhos de Gandhi" – Gilberto Gil 16. "Mas que Nada" / "De Manhã" – Jorge Ben | Disco dois 1. "Zumbi" – Jorge Ben 2. "Não tem Perdão" – Ivan Lins e MPB4 3. "Pesadelo" – MPB-4 4. "A Alegria Continua" – MPB-4 5. "Baioque" – Chico Buarque 6. "Manera, Fru Fru Manera" – Fagner 7. "Jazz Potatoes" – Gilberto Gil e Jorge Ben 8. "Diz Que Fui por Aí" – Nara Leão 9. "Quinze Anos" – Nara Leão 10. "Movimento dos Bancos" – Jards Macalé 11. "Trem das Onze" – Gal Costa 12. "Sebastiana" – Gal Costa 13. "Oração da Mãe Menininha" – Gal Costa e Maria Bethânia 14. "Preciso Aprender a Só Ser" – Maria Bethânia 15. "Trampolim" – Maria Bethânia 16. "A Volta da Asa Branca" – Caetano Veloso |

### DVD
O evento e os bastidores foram registrados por Guga de Oliveira em 35 mm. Problemas de orçamento impediram que a Phonogram chegasse a um acordo para o lançamento do filme, e os negativos passaram mais de 30 anos arquivados. Deteriorado pelo tempo, grande parte do material se perdeu; o que restou das filmagens foi lançado em 2005 em um DVD de 35 minutos.
1. "Caramba!" / "Galileu da Galiléia" / "Que Nega é essa?" / "De Manhã" / "Mas Que Nada" – Jorge Ben
2. "Meu Pai Oxalá" – Toquinho e Vinicius
3. "Cabaré" – Elis Regina
4. "Tutti Frutti" / "Let Me Sing Let Me Sing" / "As Minas do Rei Salomão" – Raul Seixas
5. "Cálice" – Chico Buarque e Gilberto Gil
6. "Cotidiano" / "Baioque" – Chico Buarque
7. "Eu Quero é Botar Meu Bloco na Rua" – Sérgio Sampaio
8. "Sebastiana" – Gal Costa
9. "Rosa dos Ventos" – Maria Bethânia
10. "Oração da Mãe Menininha" – Gal Costa e Maria Bethânia
11. "Meio de Campo" – Gilberto Gil
12. "Jazz Potatoes" / "Filhos de Gandhi" – Gilberto Gil e Jorge Ben
13. "A Volta da Asa Branca" / "Eu Só Quero um Xodó" / "Baião" – Caetano Veloso
14. "Cálice" (censurado) – Gilberto Gil e Chico Buarque (faixa bônus)